# Órgano Judicial de Bolivia
El Órgano Judicial, anteriormente conocido como Poder Judicial, es uno de los cuatro Órganos del Estado Plurinacional de Bolivia cuya misión es la de impartir justicia en todo el territorio nacional. Su sede se encuentra en Sucre.

## De su integración
El Órgano Judicial está integrado por la jurisdicción ordinaria, ejercida por el Tribunal Supremo de Justicia; la jurisdicción agroambiental, mediante el Tribunal Agroambiental; la jurisdicción especializada; la jurisdicción indígena originaria campesina; y la justicia constitucional, a través del Tribunal Constitucional Plurinacional. Además, es parte del Órgano Judicial el Consejo de la Magistratura.

## De las disposiciones que lo rigen
Las disposiciones que rigen al Órgano Judicial están establecidas en el Título III de la Constitución Política del Estado, la Ley del Órgano Judicial, la Ley de Deslinde Jurisdiccional, entre otras leyes.

## Requisitos
Para acceder a la candidatura al Órgano Judicial se requiere cumplir con las condiciones generales de acceso al servicio público; contar con treinta años de edad para el Tribunal Supremo de Justicia, Tribunal Agroambiental y Consejo de la Magistratura, y treinta y cinco años de edad para el Tribunal Constitucional Plurinacional; haber ejercido la profesión de abogado o cátedra universitaria durante ocho años con ética y honestidad. 

## Preselección y elección
La Asamblea Legislativa Plurinacional por dos tercios de sus miembros presentes preselecciona a los candidatos al Tribunal Supremo de Justicia hasta cincuenta y cuatro precalificados por circunscripción departamental; al Tribunal Agroambiental hasta veintiocho precalificados; al Tribunal Constitucional Plurinacional hasta veintiocho precalificados; y al Consejo de la Magistratura hasta quince preseleccionados por circunscripción nacional.
Luego, la Asamblea Legislativa Plurinacional remite al Tribunal Supremo Electoral la nómina de los precalificados, y organiza y ejecuta el proceso electoral mediante sufragio universal, libre, secreto y obligatorio. Cabe destacar que es el primer país a nivel mundial donde se realizan elecciones judiciales por voto popular de jueces y magistrados, mediante la mayoría simple de votos. El Presidente del Estado se encarga de la posesión de los miembros del Órgano Judicial. 
Los Magistrados de la jurisdicción ordinaria, agroambiental y especializada, y del Consejo de la Magistratura durarán en sus funciones seis años, sin posibilidad de reelección.

## Tribunal Supremo de Justicia
El Tribunal Supremo de Justicia es el máximo tribunal de la justicia ordinaria. Está integrado por nueve Magistrados titulares que conforman la Sala Plena. El TSJ se compone de tres Salas especializadas: la Sala Civil, la Sala Penal y la Sala Especializada, siendo tres Magistrados por cada sala.

## Tribunal Agroambiental
El Tribunal Agroambiental es el máximo tribunal especializado en la jurisdicción ambiental en materia agraria, pecuaria, forestal, aguas y biodiversidad. El Tribunal Agroambiental está compuesto por cinco Magistrados, quienes conforman la Sala Plena. De ellos, se conforman dos Salas especializadas, tres Magistrados por cada una. El Presidente del Tribunal no forma parte de las Salas especializadas.

## Tribunal Constitucional Plurinacional
El Tribunal Constitucional Plurinacional es un órgano independiente que imparte la justicia constitucional. Lo conforman siete Magistrados, quienes hacen la Sala Plena. Existen tres Salas especializadas, dos Magistrados por cada una; no incluye al Presidente del Tribunal.

## Consejo de la Magistratura
El Consejo de la Magistratura de Justicia es la instancia responsable del régimen disciplinario de la jurisdicción ordinaria, agroambiental y de las jurisdicciones especializadas; del control y fiscalización de su manejo administrativo y financiero; y de la formulación de políticas de su gestión. El Consejo de la Magistratura está compuesto por siete Magistrados.